# Pfarrkirche St. Marein bei Neumarkt

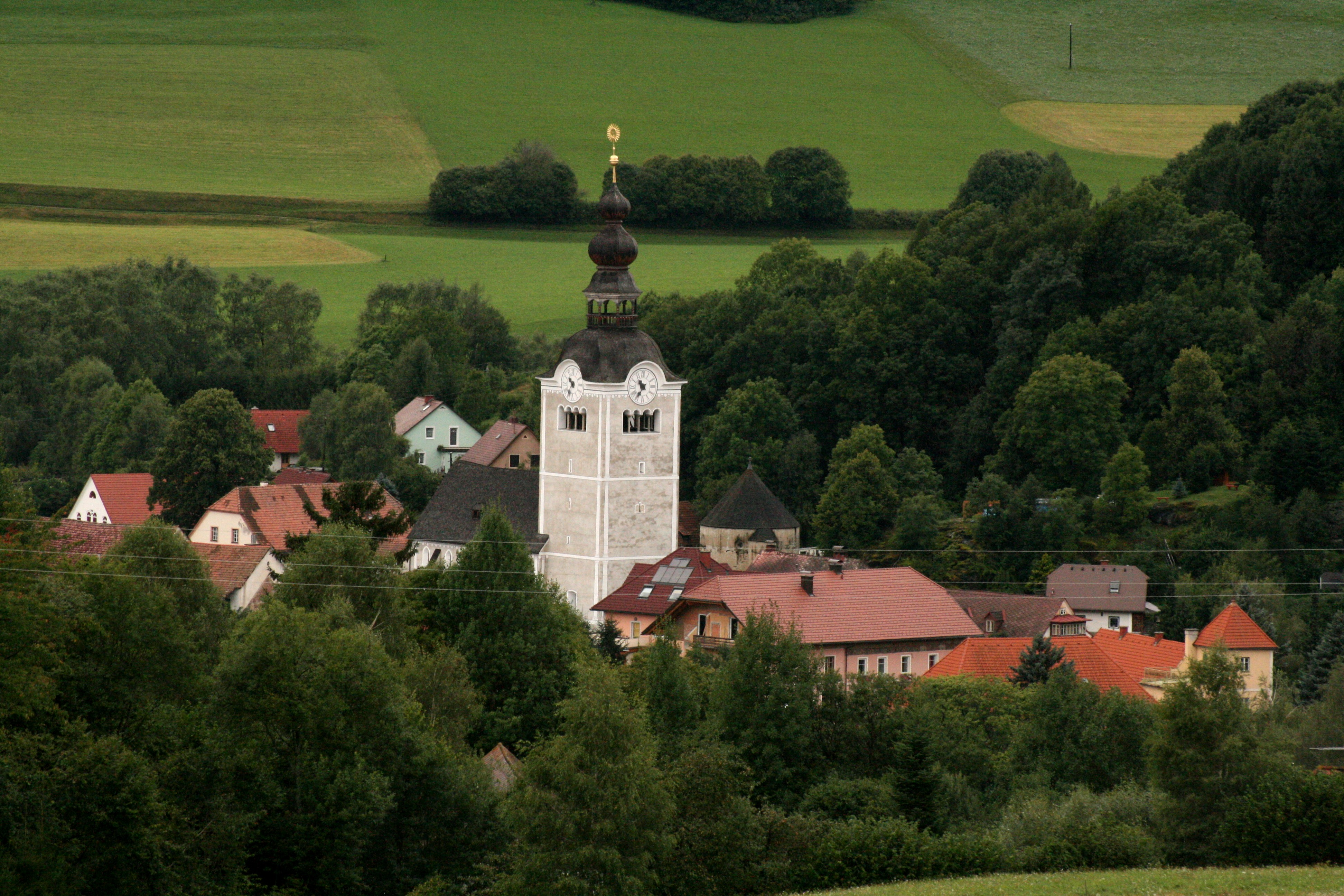
Kath. Pfarrkirche Mariä Himmelfahrt in Sankt Marein bei Neumarkt

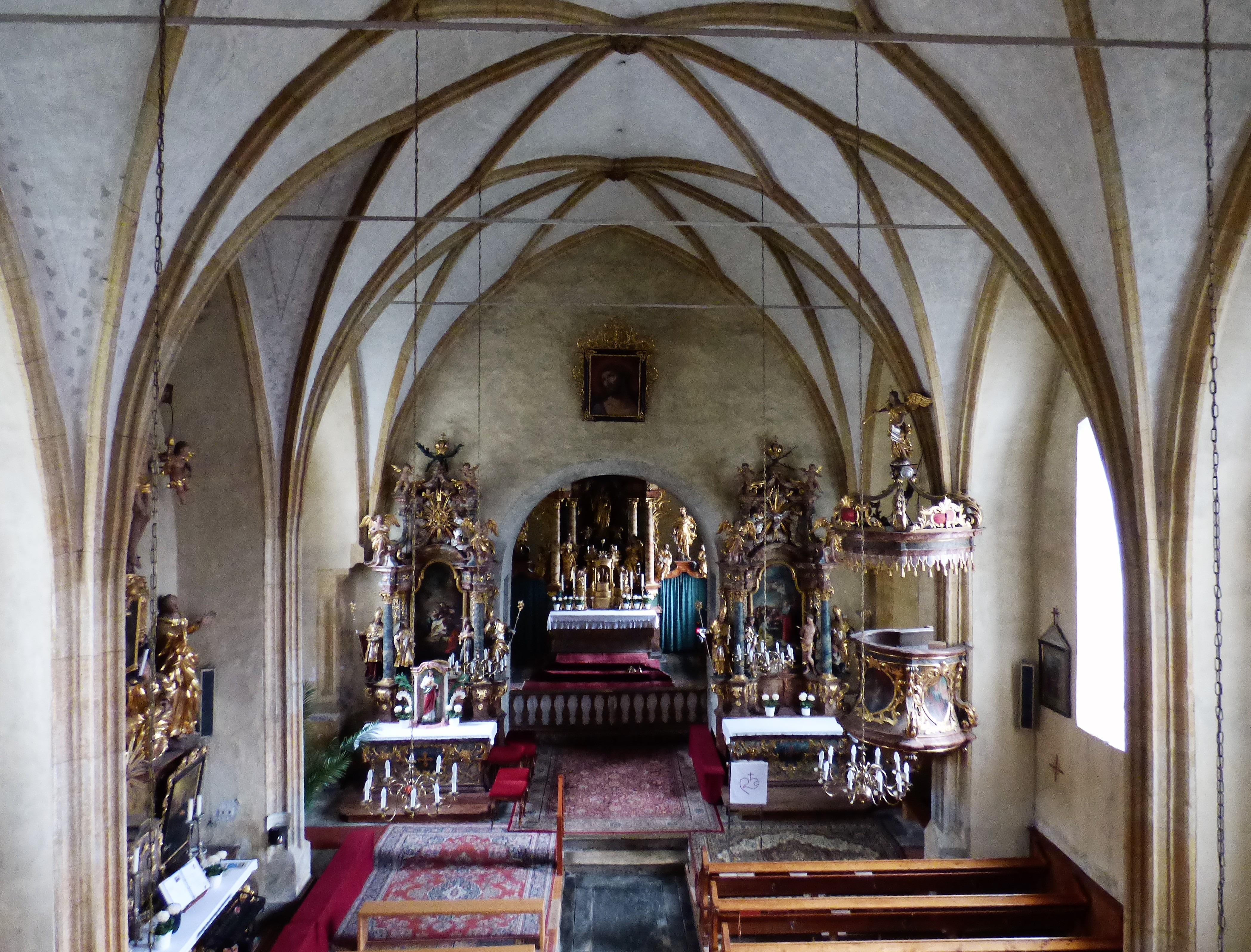
Im Langhaus zum Chor

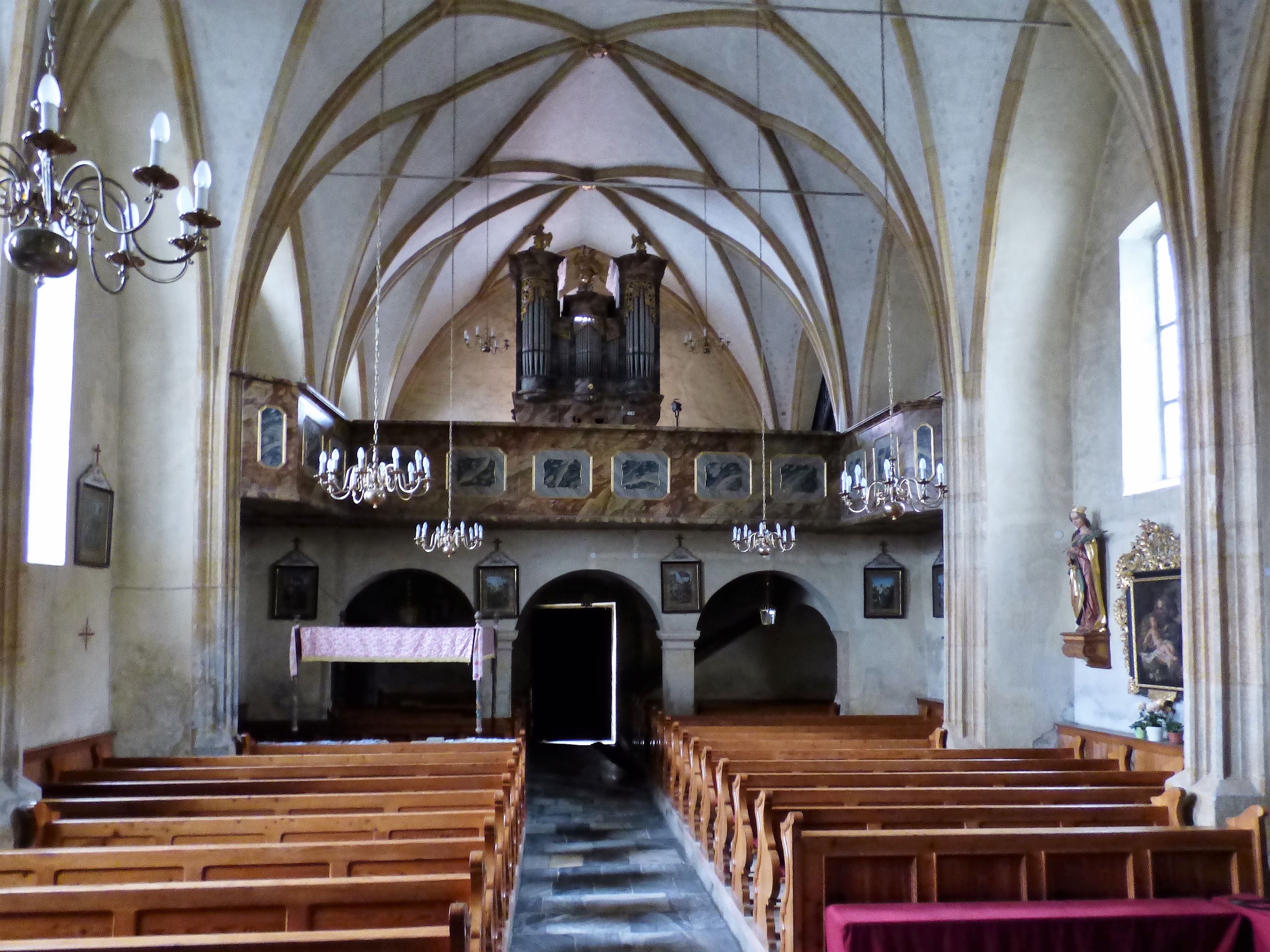
Im Langhaus zum Empore mit der Orgel

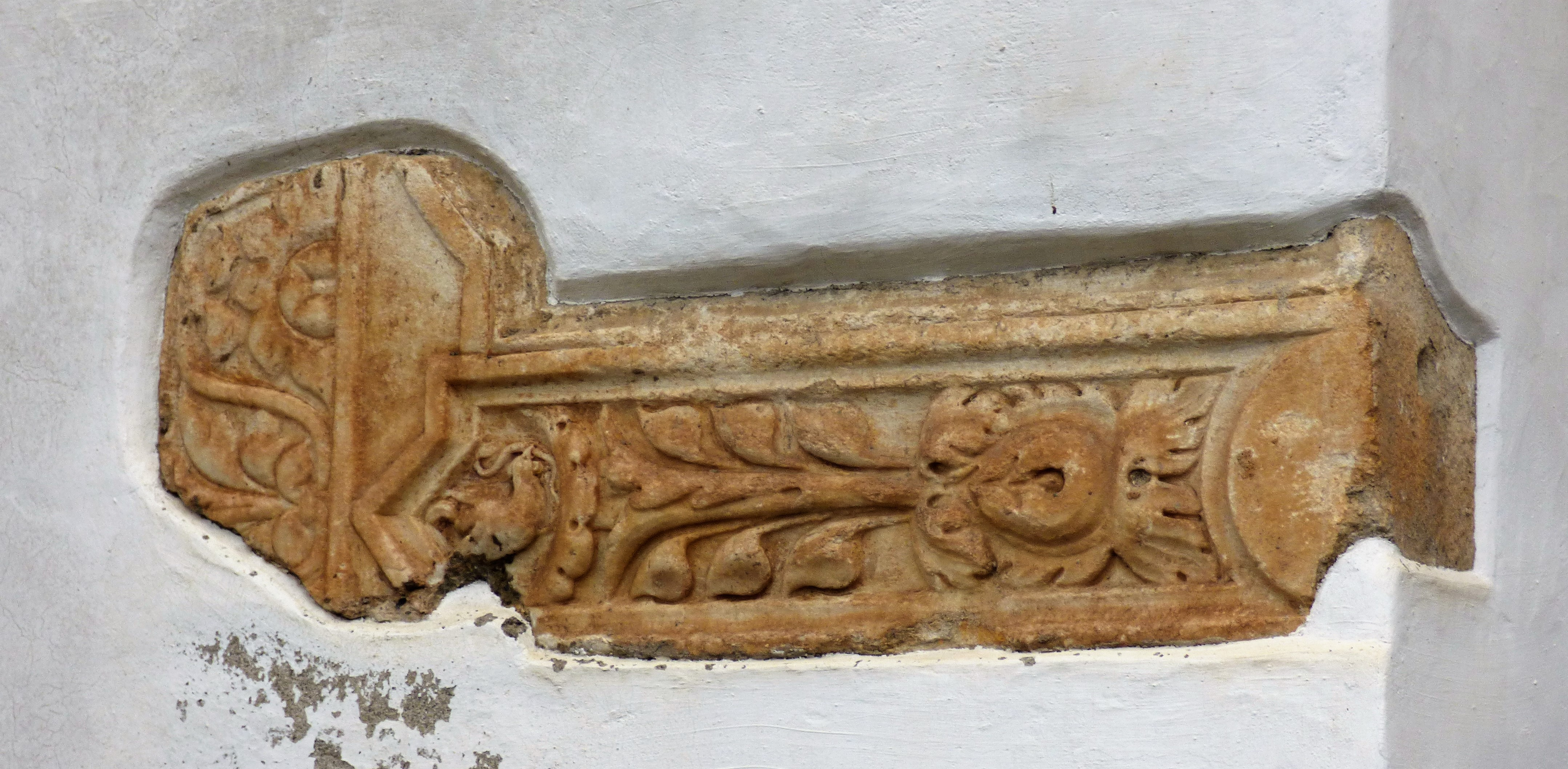
Ornamentales Römersteinfragment

Die römisch-katholische Pfarrkirche St. Marein bei Neumarkt steht im Ort Sankt Marein bei Neumarkt in der Gemeinde Neumarkt in der Steiermark im Bezirk Murau in der Steiermark. Die mit dem Patrozinium Mariä Himmelfahrt versehene Pfarrkirche gehört zum Dekanat Murau in der Diözese Graz-Seckau. Die Kirche steht unter Denkmalschutz. 

## Geschichte
1252 wurde urkundlich eine Kirche genannt. Vom romanischen Kirchenbau sind der Chorquadratturm und Teile der Langhausmauern erhalten. Nach einem Brand beim Türkeneinfall 1480 wurde die Kirche erneuert und 1491 geweiht. 1964/1965 war eine Innenrestaurierung.

## Architektur
Die Kirche steht in einem Friedhof mit einer Friedhofsummauerung mit Initienkapellen.
Das fünfjochige Langhaus mit einem Sternrippengewölbe auf profilierten Diensten bis zum Boden hat durch die eingestellten Strebepfeiler Kapellennischen. Die Schlusssteine im Gewölbe zeigen mit Reliefs die Symbole der Evangelisten und das Lamm Gottes. Der stark eingeschnürte Fronbogen ist rundbogig. Der einjochige Chor mit einem romanischen kuppeligen Gewölbe trägt darüber einen mächtigen romanischen Chorquadratturm mit vierteiligen romanischen Schallfenstern auf Säulchen. Die barocke Turmhaube hat eine offene achtseitige Laterne und eine Doppelzwiebel. Unter dem Dachgesims des Langhauses und des Turmes ist ein barockes Lambrequingesims. Die dreiachsige barocke Westempore auf einem Kreuzgratgewölbe hat seitlich eine vorgezogene Brüstung. Der zweijochige Sakristeianbau mit einem Kreuzgratgewölbe nördlich des Chores hat ein schulterbogiges Sakristeiportal mit einer Tür mit Eisenbeschlägen. Die Sakramentsnische im Chor hat einen krabbenbesetzten Kielbogen mit einer Kreuzblume und Eckfialen und einem einfachen Schmiedeeisengitter.
Am Turm und am Langhaus sind ein ornamentales und vier figurale Römersteinfragmente.

## Ausstattung
Der reizvolle Hochaltar und die etwa zeitgleichen Seitenaltäre schuf urkundlich um 1768 die Werkstätte von Johann Pacher. Der Hochaltar mit Umgangsportalen trägt die Statuen der Heiligen Georg und Florian mit je zwei Evangelisten sitzend umrahmt von einem lockeren Rokoko-Ornament. Der linke Seitenaltar zeigt das von Franz Anton Maulbertsch beeinflusste Bild Anna lehrt Maria das Lesen. Der rechte Seitenaltar zeigt das Bild Petri Schlüsselübergabe. Der barocke Kreuzaltar ist aus dem ersten Viertel des 18. Jahrhunderts. Die Kanzel ist aus dem zweiten Viertel des 18. Jahrhunderts.
In einer Kapellennische sind die spätgotischen Statuen der Heiligen Katharina und Margaretha um 1490. Dazwischen hängt ein Bild hl. Joseph mit der Signatur F. Wagenschön nach der Mitte des 18. Jahrhunderts in einem reich geschnitzten Rahmen, ein ähnlicher Rahmen am Fronbogen zeigt das Bild des Klagenfurter Christus.
Der zwölfseitige spätgotische Taufstein trägt einen barocken Aufsatz.
Das Orgelgehäuse ist aus dem zweiten Viertel des 18. Jahrhunderts, das Orgelwerk aus 1924 wurde 2018 durch eine Orgel von Francesco Zanin/Udine ersetzt.